# Grünewald (Cronenberg)
Grünewald ist eine Ortslage im Westen der bergischen Großstadt Wuppertal, Stadtteil Cronenberg. Der Name Grünewald ist als eigenständige Bezeichnung für diese Ortslage nicht mehr vorhanden.

## Lage
Die Ortslage liegt auf einer Höhe von 297 m ü. NHN südlich der Hauptstraße und Einmündung zur Straße Neukuchhausen im Wohnquartier Cronenfeld im Stadtbezirk Cronenberg (Wuppertal). Benachbarte Ortslagen sind Cronenfeld, Vonkeln, Vorderdohr und Oberkamp.

## Geschichte
Grünewald wurde erstmals 1718 als Kotten urkundlich unter dem Namen Am Kronenwald (= Krähenwald) erwähnt und gehörte bis 1806 zum Amt Elberfeld im Herzogtum Berg an. 1813 wurde es im Großherzogtum Berg dem Kanton Ronsdorf zugeordnet.
1815/16 besaß der Ort 22 Einwohner. Auf der Topographischen Aufnahme der Rheinlande von 1824 ist der Ort als Am Grunewald auf der Karte verzeichnet.
1832 gehörte Grünewald dem Dohrer Bezirk in der Bürgermeisterei Kronenberg im Kirchspiel Elberfeld an. Der laut der Statistik und Topographie des Regierungsbezirks Düsseldorf als Weiler kategorisierte Ort wurde als Grünenwald bezeichnet und besaß zu dieser Zeit sieben Wohnhäuser, zwei Gebäude die als Fabrik kategorisiert waren und zwei landwirtschaftliche Gebäude. Zu dieser Zeit lebten 59 Einwohner im Ort, 17 davon katholischen Glaubens und 42 Einwohner evangelischen Glaubens.
Im Gemeindelexikon für die Provinz Rheinland von 1888 werden 26 Wohnhäuser mit 277 Einwohnern angegeben.
Im Adressbuch von 1893 des Kreises Mettmann ist Grünewald als Ortsbezeichnung aufgenommen. Eine Straße mit dem Namen Grünewalder Straße wurde zwischen 1910 und 1922 benannt. Sie wurde später, 1935 in den Namen Neukuchhausen umbenannt.
Auf der Stadtkarte von 1930 ist Grünewald letztmals als eine Ortsbezeichnung verzeichnet.